# 아루아구

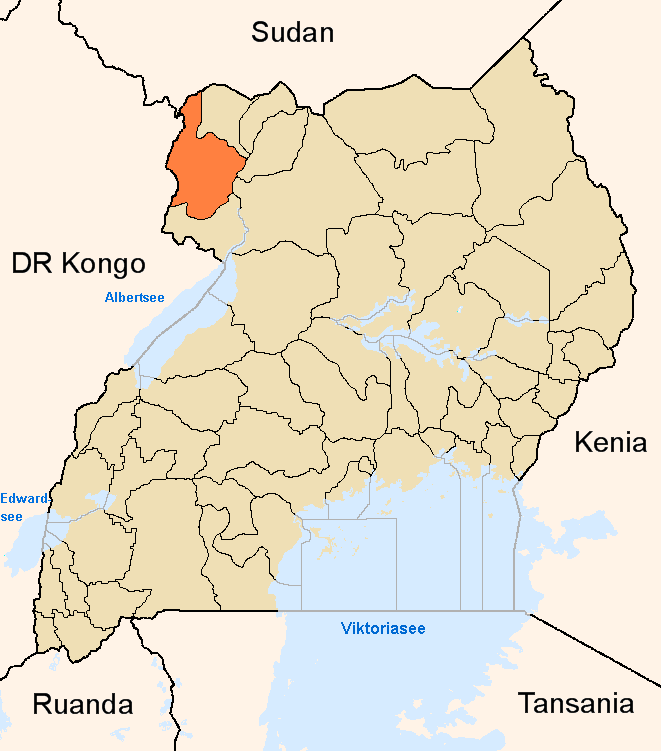
아루아 구의 위치

아루아구(Arua)는 우간다 북서부에 위치한 구로, 행정 중심지는 아루아이며 인구는 413,113명(2002년 인구 조사 기준)이다.
행정 구역상으로는 북부 주에 속하며 4개 군(아루아 군, 아이부 군, 마디오콜로 군, 부라 군)을 관할한다. 북쪽으로는 마라차 구와 윰베 구, 북동쪽으로는 아주마니 구, 동쪽으로는 아무루 구, 남쪽으로는 네비 구, 서쪽으로는 콩고 민주 공화국 이투리 주와 접한다.

## 같이 보기
- 우간다의 행정 구역